# 南京の鶯
南京の鶯（なんきんのうぐいす）とは、1932年から中華民国の中央広播電台が日本語放送を行った際に担当していた女性アナウンサー・劉俊英のこと。

## 概説
中央広播電台は1928年8月1日に南京で放送を開始したが、1932年1月28日の第一次上海事変勃発を受け、宣伝強化のために同年11月13日から出力75kWの大出力中波送信機の正式使用を開始し（当時の日本では、社団法人日本放送協会（現在の日本放送協会の前身）東京中央放送局の出力10kWが最大）、同時に日本語放送も開始した。
この中央広播電台の使用周波数が社団法人日本放送協会福岡放送局と1kHzしか違わなかったために著しい混信を引き起こし、強力に聞こえる抗日的な報道や中国音楽が「南京の鶯」による怪放送と日本国内で騒がれ、外交問題化した。その後、1933年9月1日、中央広播電台が周波数を変更し問題は沈静化したが、抗日的な放送は継続された。

## 中国からの抗日放送と3人の女性
中央広播電台は1937年11月、日本軍の侵攻に伴って南京から漢口、そして重慶へと移動した。11月19日には日本語放送が中止、11月23日には南京からの放送が全て中止された。この日から中央広播電台の番組は長沙の長沙広播電台から放送されるようになり、12月には漢口広播電台も加わった。翌1938年3月10日、中央広播電台は重慶から放送を再開したが、抗日放送の中心は依然として漢口広播電台であった。この時期に参加したのが「中国の緑の星」などと称される長谷川照子（通称・テル、筆名・緑川英子）である。1938年2月に香港、次いで広州から抗日反戦の呼び掛けを行った長谷川は、同年夏に漢口に到着して中国国民党中央宣伝部国際宣伝処対日科に所属し、日本語放送の女性アナウンサーとして活躍した。しかし、日本軍の侵攻によって長谷川は10月半ばに重慶の中央広播電台に移り、10月27日、武漢三鎮は日本軍によって占領された。その直後、11月1日付けの『都新聞』に「“嬌声売国奴”の正体はこれ／流暢な日本語を操り／怪放送・祖国へ毒づく“赤”くずれ長谷川照子」と題する記事が掲載され、正体が明らかにされた。重慶移動後は中国国民党の宣伝の中心が抗日から反共に転じていったため、長谷川の活動は次第に制限されるようになり、1941年10月ごろに中国国民党中央宣伝部を離れた。日中戦争終了後、長谷川は旧満州に設立された東北解放区に入り、中国共産党の一員として活動を始めたが、1947年1月10日、妊娠中絶手術の際の感染症がもとで死去した。また、同じ中央広播電台で活躍した「南京の鶯」・劉俊英も国共内戦の最中に消息を絶った。
一方、中国共産党最初の放送局として1940年12月30日に開局した延安の延安新華広播電台も、1941年12月3日、最初の海外放送（国際放送）として日本語放送を開始した。この延安新華広播電台で女性アナウンサーとして活躍したのは原清子（後に清志と改名）で、1回30分の番組を週に1、2回、主に中国大陸の日本軍向けに放送していた。延安の北西約19kmにある王皮湾村の、延河の支流・西川の南岸にある山の中腹を開鑿して洞窟をつくり、その入り口に防音のため羊毛の毛氈を垂らした粗末な演奏室と、病気の治療のためにソ連のモスクワを訪問した周恩来が持ち帰った短波送信機を使用しての放送であった。当時、延安の周辺には発電所が無く、電力は自家発電に頼っていたが、木炭から製造した代用ガソリンで自動車のエンジンを動かし、その動力をベルトで発電機に伝えていたため、送信機の出力は不安定であった。1943年春、送信機の致命的な故障によって放送は中断したが、これが現在の中国国際放送（旧・北京放送）の出発点である。なお、原は2001年、中国で一生を終えた。